# Чемпіонат Закарпатської області з футболу 2002
Чемпіонат Закарпатської області з футболу 2002 року — футбольні змагання серед аматорських команд Закарпаття, які проводилися обласною федерацією футболу з 07 квітня до 03 листопада.

## Вища ліга
Підсумкова турнірна таблиця
| М  | Команда                     | І  | В  | Н | П  | РМ     | О  |
| -- | --------------------------- | -- | -- | - | -- | ------ | -- |
| 1  | «Авангард» Свалява          | 26 | 23 | 1 | 2  | 120−26 | 70 |
| 2  | СК «Русь» Хуст              | 26 | 20 | 3 | 3  | 92−24  | 63 |
| 3  | «Ялинка» Великий Бичків     | 26 | 20 | 2 | 4  | 76−29  | 62 |
| 4  | «Колос» Вишково             | 26 | 16 | 3 | 7  | 81−23  | 51 |
| 5  | «Севлюш» Виноградів         | 26 | 15 | 4 | 7  | 59−37  | 49 |
| 6  | СКА «Легіон» Мукачево       | 26 | 14 | 2 | 10 | 53−29  | 44 |
| 7  | «Бужора» Іршава             | 26 | 12 | 3 | 11 | 63−64  | 36 |
| 8  | «Говерла» Ясіня             | 26 | 11 | 3 | 12 | 44−52  | 32 |
| 9  | ФК «Тячів»                  | 26 | 9  | 4 | 13 | 36−57  | 31 |
| 10 | «Верховина» Міжгір`я        | 26 | 8  | 4 | 14 | 36−62  | 25 |
| 11 | «Зірка» Онок                | 26 | 7  | 2 | 17 | 41−79  | 21 |
| 12 | «Боржава» Довге             | 26 | 7  | 1 | 18 | 30−78  | 15 |
| 13 | «Будівельник» Приборжавське | 26 | 2  | 1 | 23 | 18−96  | 6  |
| 14 | «Солекоп» Солотвино         | 26 | 1  | 1 | 24 | 22−115 | 4  |
| 15 | МКС «Нижні Ремети»          | 7  | 4  | 0 | 3  | 23−13  | 12 |

- З команди «Бужора» Іршава знято 3 очки за неявки на матчі
- З команди «Говерла» Ясіня знято 4 очки за неявки на матчі
- З команди «Верховина» Міжгір`я знято 3 очки за неявки на матчі
- З команди «Зірка» Онок знято 2 очки за неявки на матчі
- З команди «Боржава» Довге знято 7 очок за неявки на матчі
- З команди «Будівельник» Приборжавське знято 1 очко за неявку на гру